# Минат-аль-Кала
Мина́т аль-Кал'а́ (араб. مينة القلعة‎ – букв. «Крепостной порт», ивр. אשדוד ים‎) — руины средневековой крепости, находящиеся на территории современного Ашдода (Израиль), на берегу Средиземного моря. В литературе часто используется название Кал'ат аль-Мина («Крепость порта»), которое по существу более правильное; однако в арабских источниках оно не встречается.

## История
Крепость была построена при Омейядском халифе Абд аль-Малике ибн Марване (685–705) на развалинах города ранневизантийской эпохи и предназначалась для защиты порта от набегов враждебного византийского флота. Сам порт использовался как перевалочная база при обмене христианских и мусульманских пленников, а также при выкупе заложников. Другие арабские названия: Минат Исдуд или Махуз Исдуд (Порт Исдуда). Мусульманский форт действовал до XI века, когда он сильно пострадал от землетрясения 1033 года. Крестоносцы в конце XII века вновь отстроили крепость, которая была известна как Castellum Beroart. После изгнания крестоносцев из Палестины форт пришёл в окончательное запустение.

## Описание крепости
В 1863 году крепость посетил Виктор Герен, оставивший её описание. Осмотревший крепость в 1873 году Шарль Клермон-Ганно обнаружил поблизости «группу небольших курганов с многочисленными архитектурными фрагментами из мрамора, что указывает на существование здесь важных зданий». Следующим европейским путешественником, посетившим в 1875 году Минат аль-Кал'а, был Клод Кондер, отметивший, что «западная стена сохранилась почти в идеальном состоянии, но южная стена разрушена, и другие весьма пострадали».

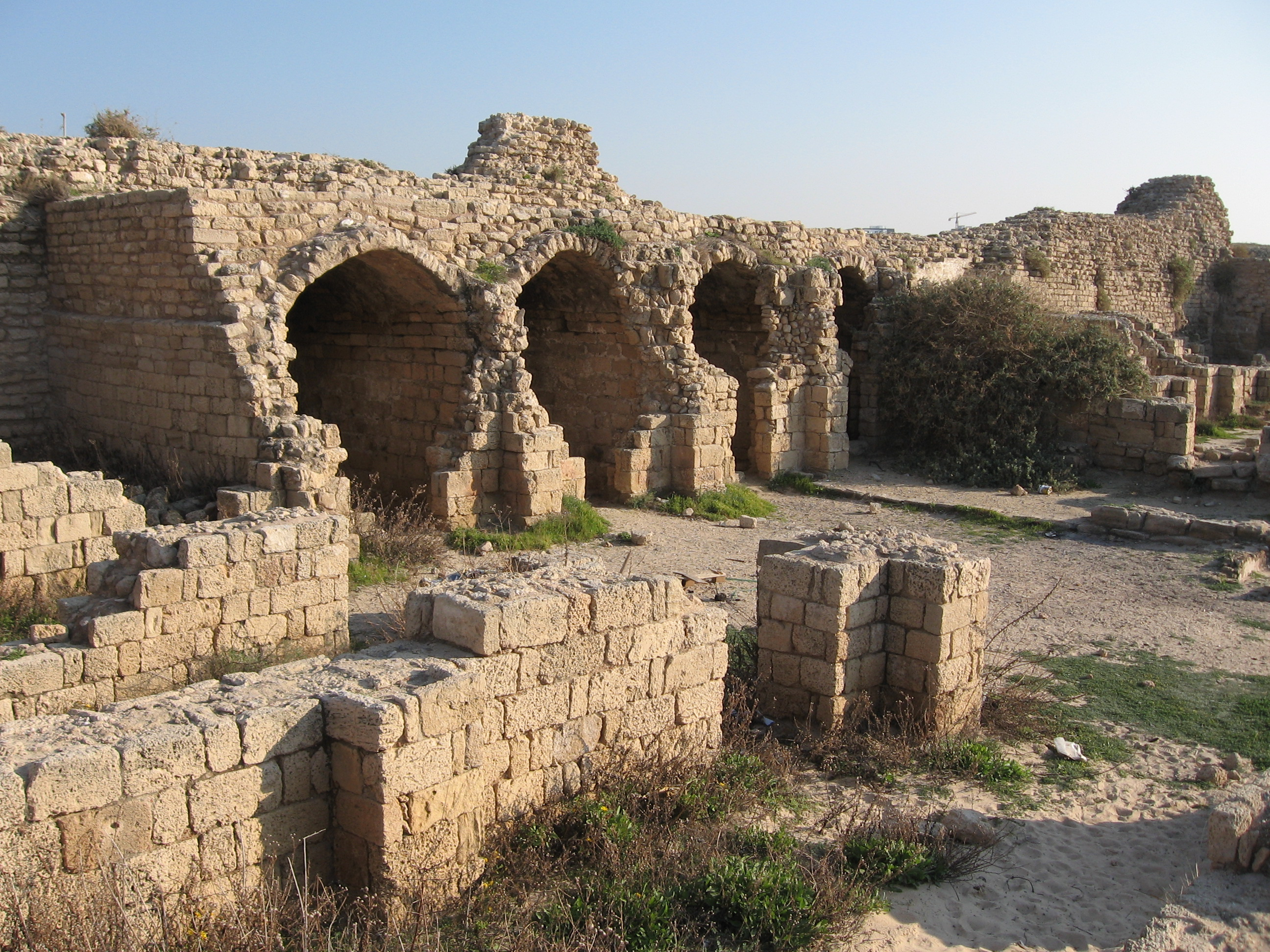
Кладовые в восточной части крепости.

А. Петерсен считает, что в ранневизантийский период здесь было крупное поселение, известное как Azotus Paralious. Остатки этого города занимают площадь в 2 км в длину и ширину, с крепостью Минат аль-Кал'а в центре.
Крепость представляет собой прямоугольник размерами 60 на 40 метров, имеет сложенную из известняковых кирпичей стену, четыре угловые круглые башни высотою 8 метров и две полукруглые башни, охраняющие западные ворота. Входили в крепость с востока — со стороны суши и с запада — со стороны моря. В восточной части форта расположены остатки кладовых и жилых комнат, в южной части имеется большой двор, который служил конюшней.
В настоящее время Минат аль-Кал'а входит в черту одного из самых популярных пляжей Ашдода.
В 150 метрах к востоку от крепости находятся остатки макама — гробницы арабского шейха. Этот объект европейские путешественники XIX века не отметили в своих описаниях. Возможно, гробница шейха появилась здесь некоторое время спустя. Ныне она совершенно разрушена.